# Cyklomost VysoMarch
Cyklomost VysoMarch je lávka, která spojuje přes řeku Moravu slovenskou obec Vysoká pri Morave v okrese Malacky a rakouské město Marchegg v okrese Gänserndorf. Cyklomost se nachází na rozhraní nížin Moravské pole (německy Marchfeld) a Záhorská nížina. Cyklomost byl předán do provozu dne 7. května 2022 a slouží cyklistům a pěším. Most byl konstruován jako železobetonový a ocelový visutý. Má délku 263 metrů, šířku 4,4 metru a výšku 20 metrů. Název vznikl spojením zkrácenin názvů míst, která spojuje.

## Další informace
Cyklomost je celoročně volně přístupný a spojuje cyklostezky na rakouské a slovenské straně.

## Galerie

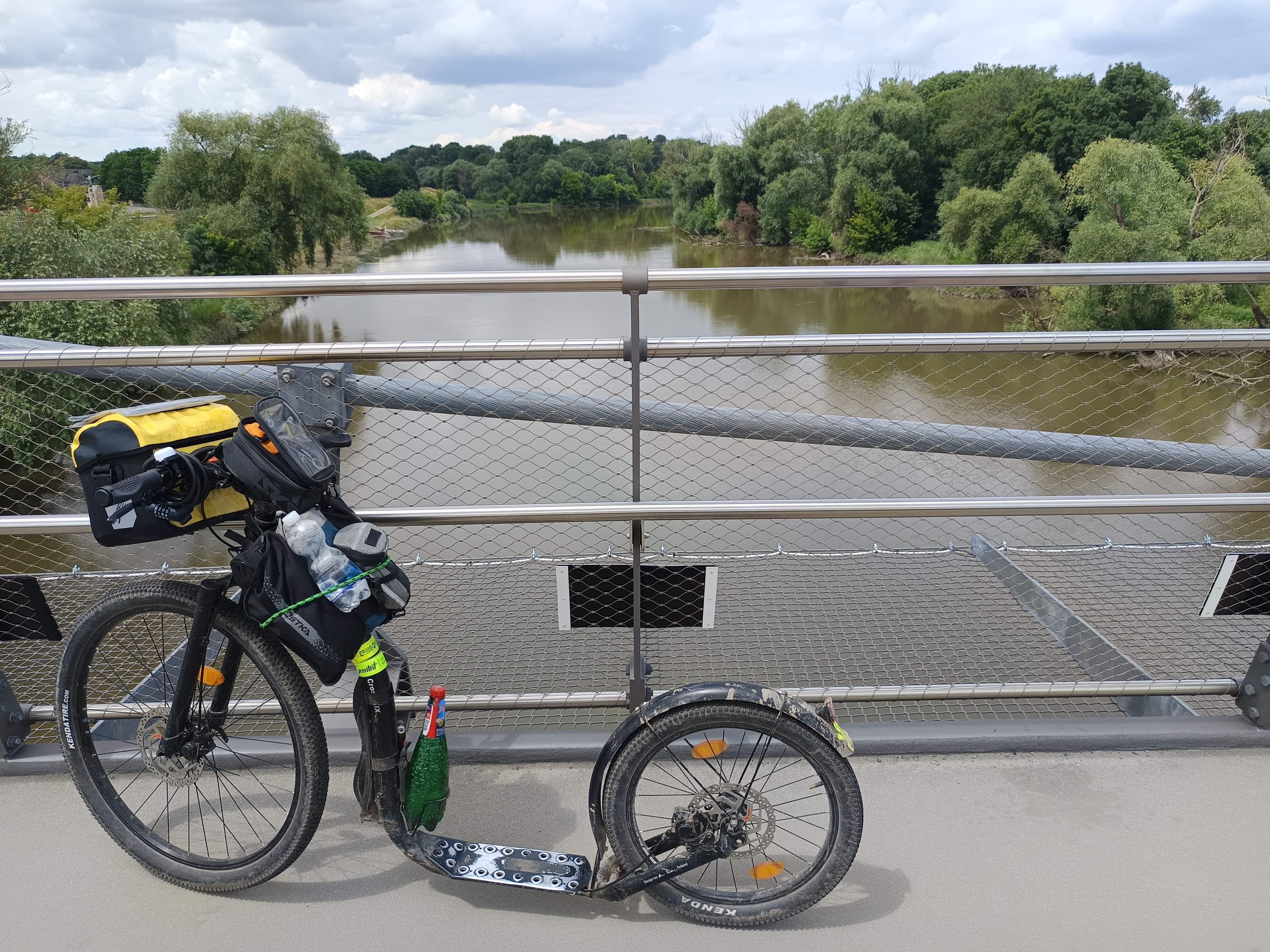
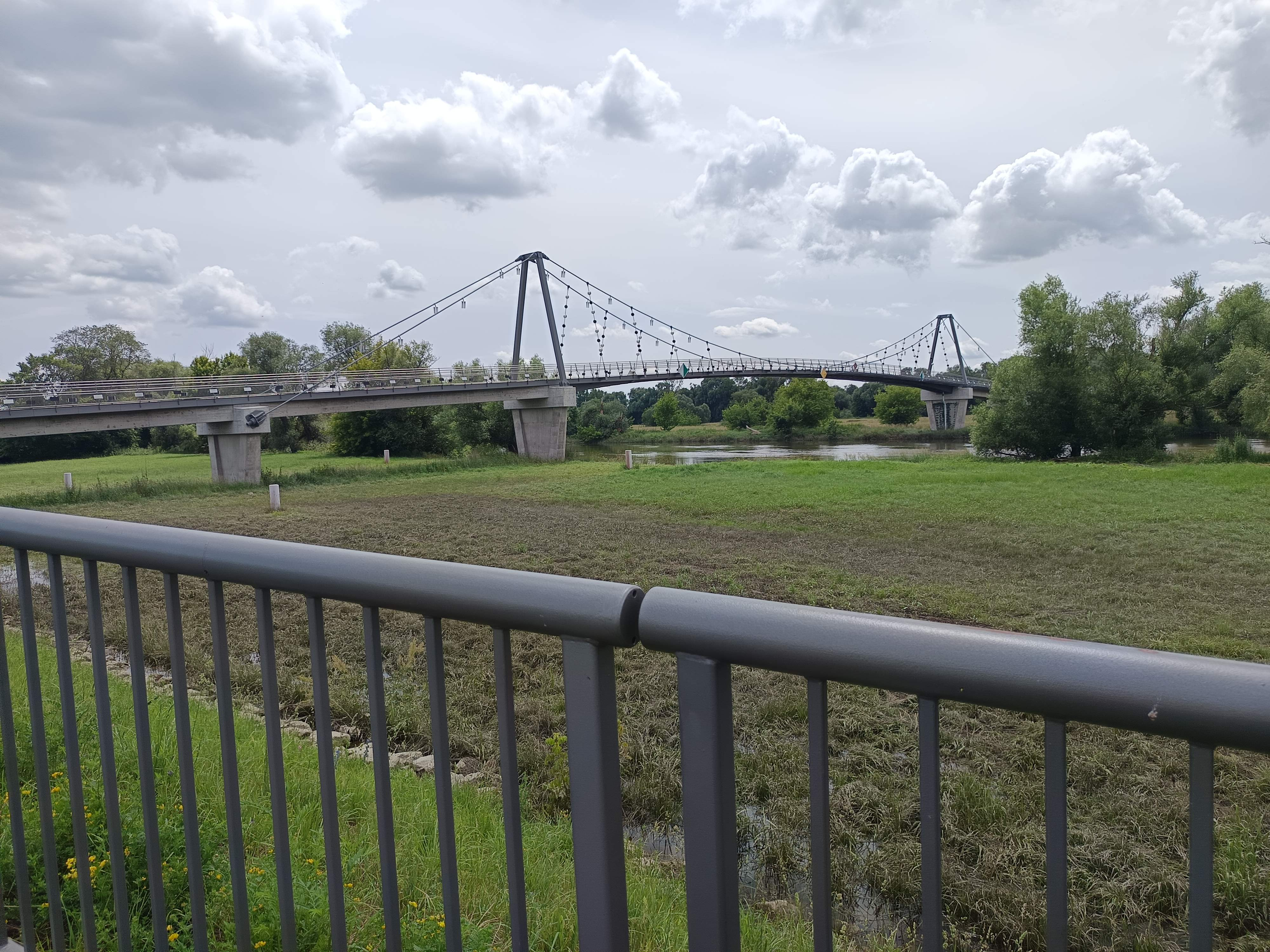